# Reflexo de sucção

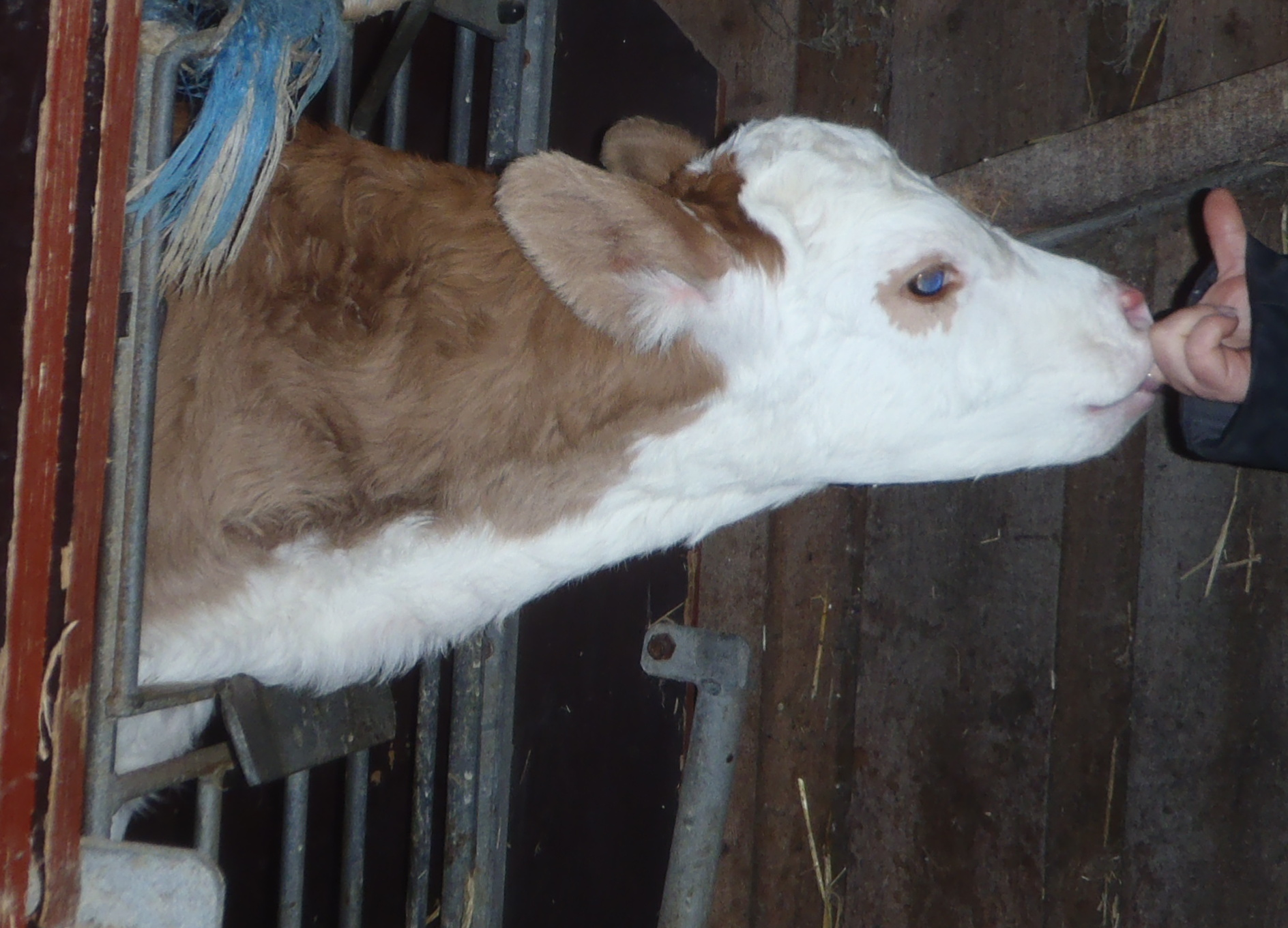
Reflexo de sucção em bovinos.

Reflexo de sucção é um reflexo importante para a alimentação de mamíferos recém nascidos, que ocorrem normalmente no primeiro ano de vida.

## Teste do reflexo
Ele é responsável pela sucção do leite dos peitos da mãe. Para testa-lo basta "esfregar" o dedo mínimo em uma das bordas laterais da boca do mamífero. Será positivo se a criança movimentar a cabeça procurando o dedo para sugá-lo como se fosse um peito.

## Outros reflexos
Reflexos são reações musculares involuntárias disparados por algum tipo de estímulo. São reflexos primitivos, que são exclusivos a eles. Entre outros além do Reflexo de sucção, podem ser citados o Reflexo de Moro, Reflexo da marcha automática, Reflexo de Galant, Reflexo tônico do pescoço, Reflexo de apreensão, Reflexo fundamental e Reflexo de paraquedas.